# La segona hora
La segona hora va ser un programa radiofònic d'humor, conduït per Quim Morales, que s'emetia a l'emissora de ràdio catalana RAC 1 de 13 a 14 els dies feiners entre 2008 i 2019. El títol del programa provenia del fet que originalment era la segona hora del programa Minoria absoluta. El programa tractava de crear polèmica, dubte, transgressió des de l'humor, com també s'hi realitzaven entrevistes i enquestes telefòniques. L'equip, que s'autoanomena equip d'investigació, va estar format en la seva temporada per Quim Morales (2008-2019), Xavier Pérez Esquerdo (2008-2019), Ana Polo (2016-2019), Jordi Ramoneda (2017-2019), Cèlia Roure (2017-2019) a la producció i Víctor Ollé al control tècnic. Anteriorment varen formar part del programa Jair Domínguez (2008-2017), Candela Figueras (fins 2016), i Mònica Planas (almenys durant 2008-2009) com també hi varen col·laborar Roger de Gràcia, Bibiana Ballbè, Jordi Ventura, Gerard Florejachs, Meri Plana, Xavi Puig, Edgar Fornós (2017-2018), Elisenda Carod (2017-2018) i Guillem Albà (2017-2018). Altres col·laboradors històrics han estat Tatiana Sisquella, Òscar Andreu i Òscar Dalmau.

## Història
El programa Minoria absoluta es va crear l'any 2000 i s'emetia diàriament de 12:00 h a 14:00 h. A partir de la temporada 2008-2009, Quim Morales va començar a substituir en Toni Soler durant la segona hora d'emissió del programa, però els personatges i actors de l'equip continuaven sent els mateixos. Progressivament, el programa es va dividir en dues parts ben diferenciades. Minoria absoluta va continuar sent el mateix programa dedicat a la política durant la primera hora i la segona hora es va independitzar, creant un nou programa amb un equip diferent del primer. Morales va incorporar al seu equip a en Jair Domínguez i Xavier Perez Esquerdo, amb els quals ja havia treballat prèviament al programa El rosari de la Aurora, un programa de tarda a Ona catalana.
Inicialment, el nom d'aquest programa era La segona hora del Minoria absoluta, però quan el Minoria absoluta es va acomiadar al final de la temporada 2009-2010, el programa va continuar en antena amb el nom de La segona hora.
El gener de 2013 van passar la històrica xifra de mil programes. Per celebrar-ho, es va organitzar una emissió en directe a la sala Luz de Gas de Barcelona.
A partir del 20 de febrer de 2017 es va començar a emetre alhora per 8tv, fins al final de la temporada.
El 29 de juny del 2017 van celebrar la festa dels 2000 programes a la Sala Barts de Barcelona.

## Polèmica
Durant el 2014 Ciutadans va fer una queixa al Consell de l'Audiovisual de Catalunya pels comentaris satírics fets al programa del 14 de març de 2014, en què es va dir intel·ligència i Ciutadans són conceptes incompatibles i que unes persones s'enganxen a les drogues i d'altres a Ciutadans, però el CAC va rebutjar les queixes.

## Curiositats
El programa feia servir repetidament diversos talls de veus de les entrevistes que realitzava, i és el responsable de la popularització de la frase et felicito, fill.
De la cançó "Sonría Señor": "todo va mal, irá peor, sonría, sonría señor."
I dels crits del Xavier Pérez Esquerdo "Terra Alta", "Amigo" i "¡Ah, me vuelvo loca!".

## Audiències
Evolució segons els mesuraments d'audiència elaborats a Espanya per l'EGM.
| Any  | 1a onada | 2a onada | 3a onada |
| 2008 | -        | -        | 132.000  |
| 2009 |          |          |          |
| 2010 | 123.000  | 119.000  | 101.000  |
| 2011 | 110.000  | 143.000  | 116.000  |
| 2012 | 155.000  | 149.000  | 130.000  |
| 2013 | 125.000  | 140.000  | 133.000  |
| 2014 | 173.000  | 177.000  |          |
| 2015 | 139.000  | 161.000  |          |
| 2016 | 151.000  | 144.000  | 146.000  |
| 2017 | 177.000  | 177.000  | 190.000  |
| 2018 | 190.000  | 190.000  | 136.000  |
| 2019 | 160.000  | 148.000  | -        |